# Jacarra Winchester
Jacarra Gwenisha Winchester (* 19. Oktober 1992) ist eine US-amerikanische Ringerin. Sie wurde 2019 Weltmeisterin in der Gewichtsklasse bis 55 kg Körpergewicht.

## Werdegang

### Ringerische Entwicklung und nationale Erfolge
Jacarra Winchester begann im Jahre 2008 an der Arroyo-High-School in San Lorenzo, California, mit dem Ringen. Ihren ersten größeren Erfolg auf nationaler Ebene erzielte sie 2010, als sie bei den California-High-School-Championships für Girls in ihrer Gewichtsklasse gewann. Danach besuchte sie das Missouri-Valley-College und belegte 2011 sowohl bei den US-amerikanischen Juniorenmeisterschaften, als auch bei den US-amerikanischen Studentenmeisterschaften in ihrer Gewichtsklasse jeweils den 4. Platz. Nunmehr ist sie Mitglied des Titan-Mercury-Wrestling-Clubs und wohnt in Colorado Springs, wo sie auch am Leistungszentrum des US-amerikanischen Ringer-Verbandes trainiert. Ihr Trainer ist Terry Steiner.
2014 wurde sie US-amerikanische Studentenmeisterin in der Gewichtsklasse bis 58 kg Körpergewicht. Im Juli 2014 startete sie bei den Universitäten-Weltmeisterschaften in Pécs, Ungarn. In der Gewichtsklasse bis 58 kg gewann sie dabei hinter Emese Barka, Ungarn und Oksana Nagornich aus Russland eine Bronzemedaille.
2015 wurde Jacarra Winchester US-amerikanische Vizemeisterin in der Gewichtsklasse bis 58 kg und kam bei den sog. „Trials“ (WM-Ausscheidung) in der gleichen Gewichtsklasse auf den 4. Platz. 2016 verpasste sie wegen einer Fußverletzung, die sie sich beim Fußballspielen am College zugezogen hatte, sowohl die USA-Meisterschaft als auch die Olympiaausscheidung für die Olympischen Spiele in Rio de Janeiro. Wieder genesen, konnte sie aber im Herbst 2016 bei den WM-Trials in den nichtolympischen Gewichtsklassen teilnehmen, kam in ihrer Gewichtsklasse aber nur auf den 3. Platz.
2017 wurde sie in der Gewichtsklasse bis 55 kg US-amerikanische Vizemeisterin und kam bei den WM-Trials auf den 3. Platz. 2018 wurde sie erstmals US-amerikanische Meisterin und siegte auch bei den WM-Trials jeweils in der Gewichtsklasse bis 55 kg. Diese Erfolge wiederholte sie im Jahre 2019.

### Erfolge bei internationalen Meisterschaften
Nach ihrem 3. Platz bei den Studenten-(Universitäten)-Weltmeisterschaften in Pécs war ihr 2. Platz im November 2014 beim "Bill-Farrell"-Memorial-International in New York in der Gewichtsklasse bis 58 kg hinter Kayla-Colleen Miracle und vor Sarah Hildebrandt, beide USA und Jillian Gallays, Kanada, der nächste bemerkenswerte Erfolg in ihrer internationalen Laufbahn. 2017 kam sie in Colorado Springs beim "Dave-Schultz"-Memorial-International in Colorado Springs in der Gewichtsklasse bis 55 kg hinter Becka Leathers und Kelsey Campbell, beide USA, auf den 3. Platz.
Im Februar 2018 landete Jacarra Winchester in Kiew einen bemerkenswerten Turniersieg in der Gewichtsklasse bis 57 kg Körpergewicht, vor Alina Akobjan, Ukraine, Salina Sidakowa, Weißrussland und Aljona Kolesnik, Aserbaidschan. Im März 2018 stand sie auch im US-amerikanischen Team beim "Team"-Welt-Cup in Takasaki (Japan). Sie kam dabei zu zwei Einsätzen und siegte über Liliana Juarez Andino aus Schweden, verlor aber gegen Davaachimeg Erchembayar aus der Mongolei.
Im Oktober 2018 ging sie erstmals bei Weltmeisterschaften der Frauen an den Start. In Budapest siegte sie dabei in der Gewichtsklasse bis 55 kg zunächst über Ramona Galambos aus Ungarn und Tatjana Kit aus der Ukraine, dann erlitt sie jedoch Niederlagen gegen Salina Sidakowa und Lianna de la Carida Montero Herrere aus Kuba und belegte einen guten 5. Platz.
Im Januar 2019 wurde Jacarra Winchester in der Gewichtsklasse bis 59 kg Siegerin beim "Dave-Schultz-Memorial-International in Colorado Springs vor Ariana Carpipo, Lauren Louvie und Jen Piassi, alle USA. Im April 2019 wurde sie zu den Panamerikanischen Meisterschaften nach Buenos Aires entsandt. Sie kam dort in der Gewichtsklasse bis 57 kg hinter Lissette Alexandra Antes Castillo aus Ekuador und Hanna Fay Taylor aus Kanada auf den 3. Platz. Im September 2019 vertrat sie die US-amerikanischen Farben bei den Weltmeisterschaften in Nur-Sultan in Kasachstan in der Gewichtsklasse bis 55 kg. Sie siegte dort über Madina Nadirowa, Kirgisistan, Bolortuya Bat-Ochir, Mongolei, Behiha Gun, Türkei und Nanami Irie aus Japan und wurde damit Weltmeisterin.
Im November 2019 stand Jacarra Winchester in Narita (Japan) wieder im US-amerikanischen Team beim "Team"-Welt-Cup. Sie siegte dabei über Olga Choroschawzewa, Russland, verlor in einer WM-Revanche gegen Bolortuya Bat-Ochir und siegte über Akie Hanai aus Japan. Im Finale dieses Team-Welt-Cups siegte Japan über die Vereinigten Staaten mit 7:3 Siegen.
Jacarra Winchester konnte sich für die Olympischen Spiele in Tokio qualifizieren, wo sie in der Gewichtsklasse bis 53 kg antritt.

### Internationale Erfolge
| Jahr | Platz | Wettbewerb                                                | Gewichtsklasse | Ergebnisse |
| ---- | ----- | --------------------------------------------------------- | -------------- | --- |
| 2014 | 3.    | Universitäten-WM in Pécs                                  | bis 58 kg      | hinter Emese Barka, Ungarn und Oksana Nagornich, Russland                                                                             |
| 2014 | 2.    | "Bill-Farrell"-Memorial-International in New York         | bis 58 kg      | hinter Kayla-Colleen Miracle, USA, vor Sarah Hildebrandt, USA und Jullian Gallays, Kanada                                             |
| 2016 | 1.    | Canada-Cup in Guelph                                      | bis 58 kg      | vor Emily Schaefer, Alexandra Town und Kristin Paquette, alle Kanada                                                                  |
| 2016 | 5.    | Großer Preis von Spanien in Madrid                        | bis 55 kg      | hinter Olga Choroschawzewa, Russland, Becka Leathers, USA, Roksana Zasina, Polen und Giulia Rodriguez Penalver de Oliveira, Brasilien |
| 2017 | 3.    | "Dave-Schultz"-Memorial-International in Colorado Springs | bis 55 kg      | hinter Becka Leathers und Kelsey Campbell, beide USA                                                                                  |
| 2018 | 5.    | Klippan-Lady-Open                                         | bis 55 kg      | hinter Stalwira Orschusch, Russland, Bediha Gun, Türkei, Nina Menkowa, Russland und Ramona Galambos, Ungarn                           |
| 2018 | 1.    | Intern. Turnier in Kiew                                   | bis 57 kg      | vor Alina Akobjan, Ukraine, Salina Sidakowa, Weißrussland und Aljona Kolesnik, Aserbaidschan                                          |
| 2018 | 3.    | "Bill-Farrell"-Memorial-International in New York         | bis 57 kg      | hinter Giulia Rodriguez Penalver de Oliveira und Brianna Delgado, USA                                                                 |
| 2018 | 3.    | Großer Preis von Spanien in Madrid                        | bis 57 kg      | hinter Emese Barka und Alejandra Romero Bouilla, Mexiko                                                                               |
| 2018 | 5.    | Poland-Open in Warschau                                   | bis 55 kg      | Siegerin: Roksana Zasina vor Tatjana Kit, Ukraine                                                                                     |
| 2018 | 5.    | WM in Budapest                                            | bis 55 kg      | nach Siegen über Ramona Galambos und Tatjana Kit und Niederlagen gegen Salina Sidakowa und Lianna de la Caridad Montero Herrera, Kuba |
| 2019 | 1.    | "Dave-Schultz"-Memorial-International in Colorado Springs | bis 59 kg      | vor Ariana Carpio, Lauren Louvie und Jen Piassi, alle USA                                                                             |
| 2019 | 6.    | Großer Preis von Deutschland in Dormagen                  | bis 57 kg      | Siegerin: Adekuoroye Folasade Odunayo, Nigeria vor Anna Hella Szell, Ungarn                                                           |
| 2019 | 3.    | Panamerikanische Meisterschaften in Buenos Aires          | bis 57 kg      | hinter Lissette Alexandra Antes Castillo, Ekuador und Hannah Fay Taylor, Kanada                                                       |
| 2019 | 3.    | Poland-Open in Warschau                                   | bis 55 kg      | hinter Maria Gurowa und Marina Simonjan, beide Russland                                                                               |
| 2019 | 1.    | WM in Nur-Sultan                                          | bis 55 kg      | nach Siegen über Madina Nadirowa, Kirgisistan, Bolortuya Bat-Ochir, Mongolei, Bediha Gun und Nanami Irie, Japan                       |
| 2021 | 1.    | Panamerikameisterschaften in Guatemala-Stadt              | bis 55 kg      | vor Virginie Kaze Gascon aus Kanada und Anny Ramirez Perez, Dominikanische Republik                                                   |

Erläuterungen
- alle Wettkämpfe im freien Stil
- WM = Weltmeisterschaften